# برونيغورن
برونيغورن (بالإنجليزية: Brunegghorn)‏ هو أحد جبال سلسلة جبال الألب بينيني وجزء من القمة الأم فيشورن يقع في كانتون فاليز، سويسرا. يبلغ ارتفاع الجبل حوالي 3833 متر، بينما يبلغ ارتفاع نتوء الجبل 293 متر.